# جداول بيانات جوجل
جداول بيانات جوجل (بالإنجليزية: Google Sheets)‏ عبارة عن برنامج جداول بيانات مضمن كجزء من مجموعة أدوات تحرير مستندات جوجل المجانية المستندة إلى الويب والتي تقدمها جوجل، تشمل الخدمة أيضًا مجموعة أدوات تحرير جوجل، متوفر كتطبيق ويب ، وتطبيق جوال وكتطبيق سطح مكتب على نظام التشغيل كورم أو إس.

## تاريخ
في يونيو 2012، استحوذت جوجل على كويك اوفيس، وهي مجموعة إنتاجية مجانية مملوكة للأجهزة المحمولة.
في أكتوبر 2012، تمت إعادة تسمية جداول بيانات جوجل وتم إصدار تطبيق كروم الذي يوفر اختصارات لجداول البيانات في صفحة علامة التبويب الجديدة في كروم.

## وصلات خارجية
- الموقع الرسمي

لم يتم العثور على روابط لمواقع التواصل الاجتماعي.